# Edoardo Perelli
Edoardo Perelli (Milà, 1842 - Capriano, 1885) fou un compositor italià.
Se li deuen les òperes La Martire, estrenada a Florència el 1869; Viola Pisani, representada per primera vegada en La Scala de Milà el 1873, Marion Delorme, i entre les altres produccions i figuren una missa a 4 veus i orgue, 12 melodies basades en poesies de Heine, sis madrigals, obres per a piano, balls, etc., composicions que va fer imprimir; també és autor de l'Himne a la Indústria, executada a Milà el setembre de 1871 per a festejar l'aniversari de l'entrada de les tropes italianes a Roma.
Perelli també s'ocupà en treballs de crítica havent col·laborat en diversos diaris, entre ells en la Gazzetta Musicale de Milà, en la signava els seus articles amb el pseudònim Edward.